# アンリ・ド・ブルゴーニュ
アンリ・ド・ブルゴーニュ（Henri de Bourgogne, 1035年 - 1074年?）は、ブルゴーニュ公国の公子。ロベール1世と最初の妃エリーの次男。
カスティーリャ王妃コンスタンス・ド・ブルゴーニュは実妹、アキテーヌ公妃イルドガルド・ド・ブルゴーニュは異母妹に当たる。
兄ユーグが戦死したため公位を継ぐはずであったが、その前に自身も父に先立ち死去した。5人の息子がおり、長男ユーグ、次いで次男ウードが公位を継いだ。五男アンリの子はポルトガル王国の初代国王アフォンソ1世である。
ブルゴーニュ伯ルノー1世の娘シビーユと結婚し、以下の子女をもうけた。
- 長男：ユーグ1世（1057年 - 1093年） - ブルゴーニュ公
- 次男：ウード1世（1058年 - 1103年） - ブルゴーニュ公
- 三男：ロベール（1059年 - 1111年） - ラングル司教
- 四男：ルノー（1059年 - 1090年） - サン・ピエール修道院院長
- 長女：エリー（1061年生） - 修道女
- 次女：ベアトリス（1063年生)　- ヴィニョリー ヴィニョリー領主ギー3世と結婚
- 五男：アンリ（1066年 - 1112年） - ポルトゥカーレ伯